# آرثر بيرغن
آرثر بيرغن (بالألمانية: Arthur Bergen)‏ هو كاتب سيناريو ومخرج وممثل نمساوي، ولد في 1875 بفيينا في النمسا، وتوفي في 1943 في بولندا.

## وصلات خارجية
- آرثر بيرغن على موقع IMDb (الإنجليزية)
- آرثر بيرغن على موقع قاعدة بيانات الأفلام السويدية (السويدية)
- آرثر بيرغن على موقع قاعدة بيانات الفيلم (الإنجليزية)
- آرثر بيرغن على موقع كينوبويسك (الروسية)